# 宇加地新八
宇加地 新八（うかち しんぱち、弘化5年（1848年） - 没年不明）は、幕末期の米沢藩士。最も早い憲法草案を建白した。

## 経歴
米沢藩士で、上杉家の墓所を守る御堂御給士であった。戊辰戦争で奥羽越列藩同盟に組し18歳のときに官軍に敗北。先祖代々仕えてきた米沢藩の敗北は、彼が新しい道に進むきっかけとなった。置賜県士族となり、これからは昔ながらのやり方ではダメだ、と悟った彼は、新しい時代に対応するため、西洋の知識を学ぼうと決意。明治4年、22歳の時に上京し慶應義塾に入学（『慶應義塾入社帳第一巻』429頁）、卒業後は自由民権運動に投じ、明治6年（1873年）、25歳のときに明治新政府に進歩的な憲法草案を建白。これが日本最初の憲法草案と言われている。
内容は、議会設立を訴えた点では、ほかの建白書と同じだが、この建白の特徴は所謂『立憲君主制』を採用し、憲法の制定を唱え、また、議会の仕組みなども詳細に書かれている。主権在民思想の上に男女同権の選挙権を主張。当時は欧米ですら男女同権の選挙権を導入していなかった。

## 著書
- 『建言議院創立之議』（1873年）

## 放送番組
- NHKスペシャル 明治